# Salvador Barajas del Toro
Salvador Barajas del Toro (8 de mayo de 1972). Es un político  mexicano. Ha sido presidente municipal y diputado federal.
Ha ocupado los cargos de delegado municipal en Manzanilla de la Paz, Valle de Juárez y Concepción de Buenos Aires, Jalisco.
Recién nombrado delegado estatal de Prospera Programa de Inclusión Social en Jalisco.